# Bovinger
Bovinger – wieś w Anglii, w hrabstwie Essex. Leży 21 km na zachód od miasta Chelmsford i 33 km na północny wschód od Londynu.